# Södra militärdistriktet (Ryssland)

Södra militärdistriktet, med brun färg

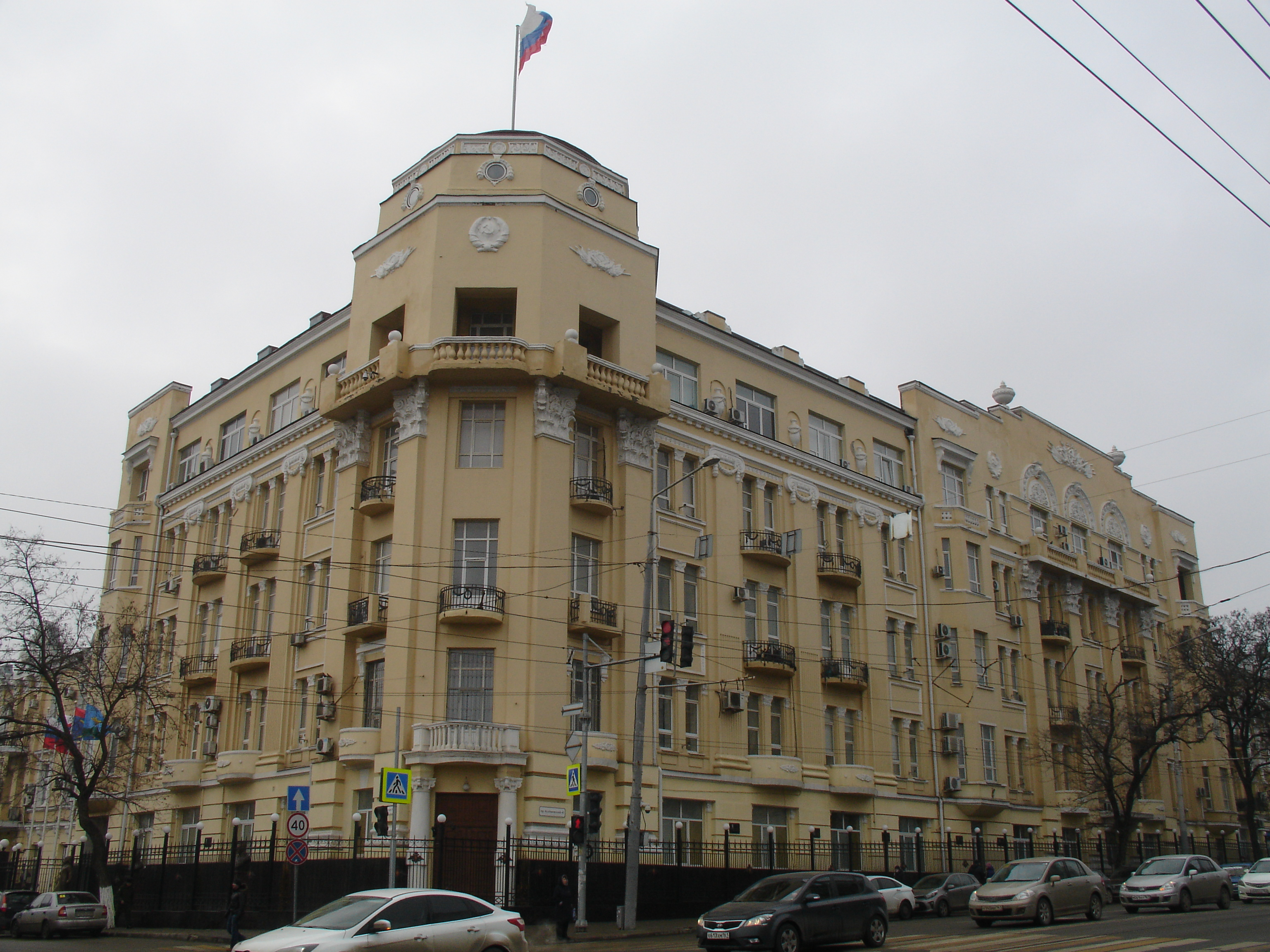
Södra militärdistriktets högkvarter i tidigare Palace Hotels byggnad på 53 Pushkinskajagatan 53/Budenovskij prospekt 43, Rostov-na-Donu

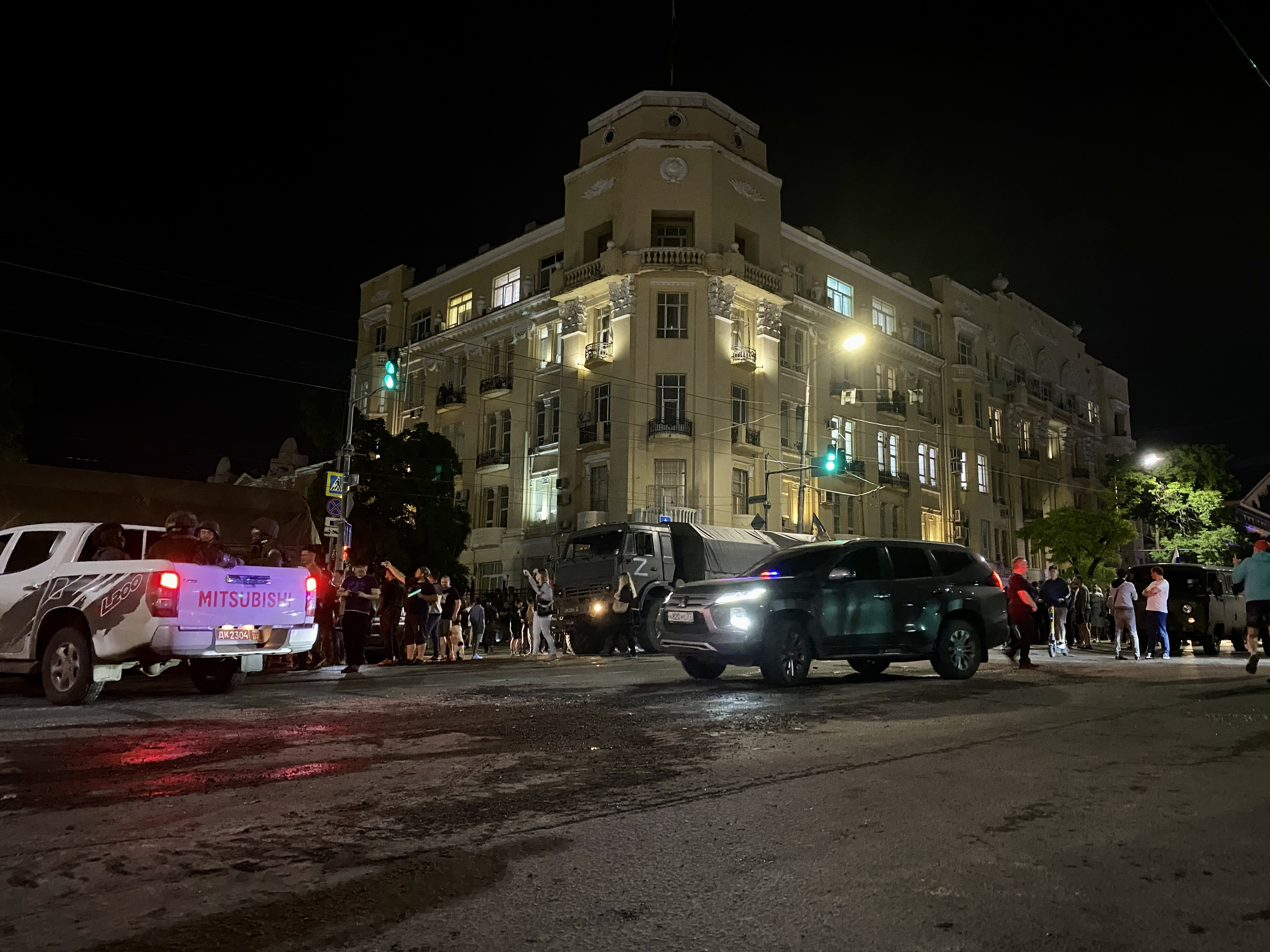
Södra militärdistriktets högkvarter i tidigare Palace Hotel i Rostov-na-Donu under Wagnergruppens ockupation i juni 2023

För Södra militärdistriktet i Sverige, se Södra militärdistriktet (Sverige)
Södra militärdistriktet (ryska: Южный военный округ) är ett av Rysslands fem militärdistrikt. Militärdistriktet bildades 2010 med tidigare Nordkaukasiska militärdistriktet som utgångspunkt. Distriktet kontrollerar 49:e och 58:e kombinerade arméerna, 4:e luft- och luftförsvarskommandot i det Ryska flygvapnet samt Svartahavsflottan och Kaspiska flottiljen i den ryska marinen. I april 2014 lades också halvön Krim med Sevastopol till Södra militärdistriktets ansvarsområde. Under Södra militärdistriktet sorterar också de två ryska militärbaserna i Armenien: 102:a ryska militärbasen i Armenien i Gyumri samt  3624:e flygbasen på Erebuni flygplats strax söder om Jerevan.
Högkvarteret ligger i tidigare Palace Hotels byggnad i centrala Rostov-na-Donu.
De ryska militärdistrikten har kommando över alla militära enheter, med undantag av Rysslands strategiska robotstridskrafter och Rysslands luft- och rymdförsvarsstridskrafter. 

## Wagnergruppens uppror
Vid Wagnergruppens uppror den 24 juni 2023 tog förband ur Wagnergruppen tillfälligt över Södra militärdistriktets högkvarter i Rostov-na-Donu.